# Hilpoltstein

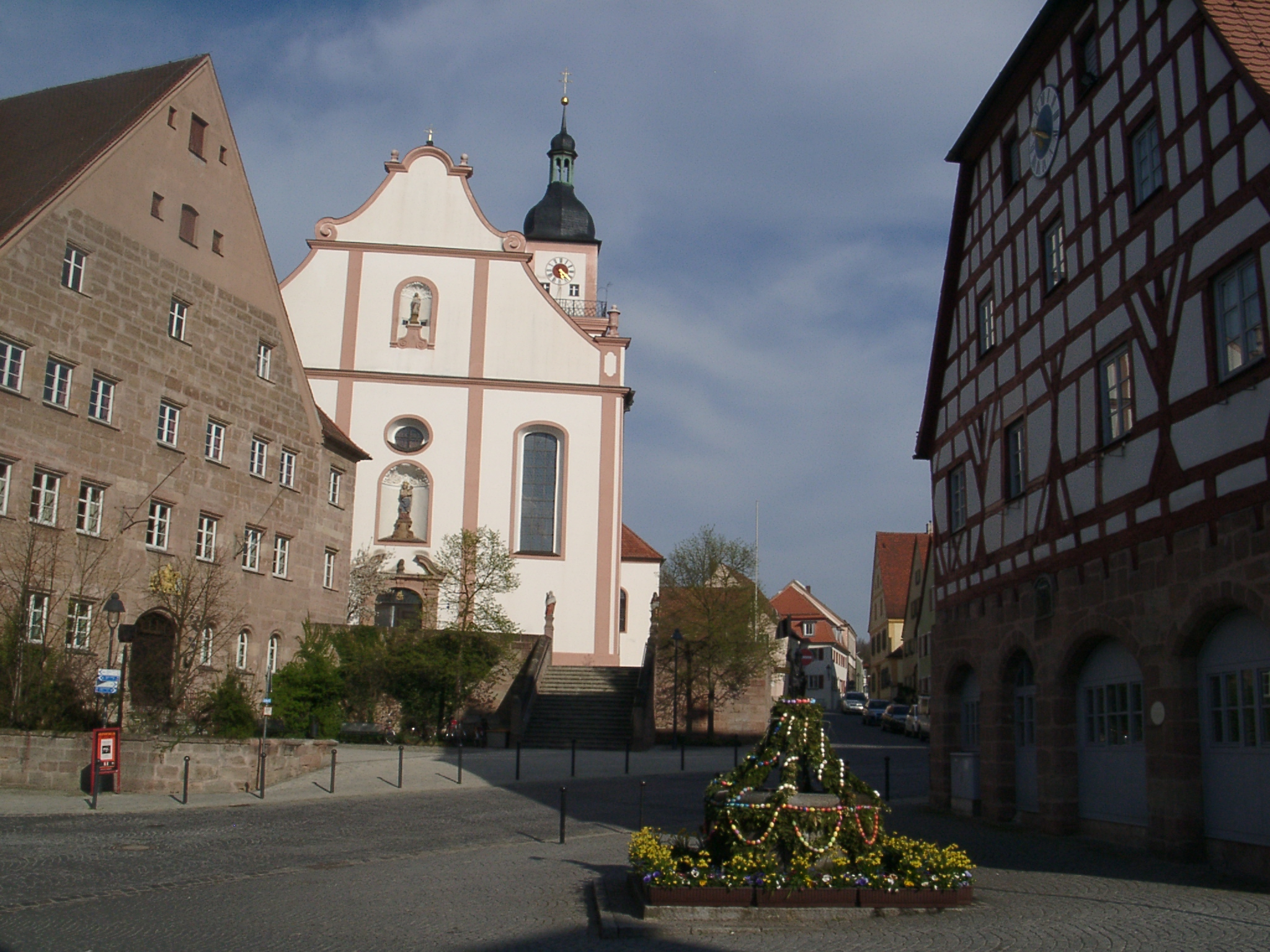
Hilpoltstein
(centrul)

Hilpoltstein este un oraș din Franconia Mijlocie, landul Bavaria, Germania.